# 静岡産業大学サッカー部
静岡産業大学サッカー部（しずおかさんぎょうだいがくサッカーぶ、英語: Shizuoka Sangyo University Football Club）は、静岡県磐田市にある静岡産業大学のサッカー部である。

## 歴史
1994年に創部。
1997年に東海学生サッカーリーグ戦2部で優勝。総理大臣杯全日本大学サッカートーナメントに初出場した。また、日本プロサッカーリーグ（Jリーグ）に加盟するジュビロ磐田と技術面での提携を締結した。
1998年に東海学生リーグ1部に昇格し初優勝。全日本大学サッカー選手権大会に初出場した。また、静岡県サッカー選手権大会（天皇杯全日本サッカー選手権大会静岡県予選）で優勝し、天皇杯に初出場した。1999年、東海学生リーグ1部を連覇。
2003年から2007年まで東海学生リーグ1部で5連覇を達成した。また、総理大臣杯で2004年および2009年にベスト4、2007年に準優勝し、全日本大学選手権では2005年度にベスト4の成績を残した。
2011年、静岡県サッカー選手権大会の決勝でHonda FCに3-1で勝利し、8年ぶりに天皇杯出場。

## 主な成績
- 東海学生サッカーリーグ1部
  - 優勝：10回 (1998, 1999, 2003-2007, 2016, 2017, 2022)
  - 準優勝：3回（2002, 2011, 2018）
- 静岡県サッカー選手権大会（天皇杯全日本サッカー選手権大会静岡県予選）
  - 優勝：5回 (1998, 2003, 2007, 2009, 2011)
  - 準優勝：2回（1999, 2000）
- 総理大臣杯全日本大学サッカートーナメント
  - 準優勝：1回 (2007)

## JFLへの参加
トップチームは2000年度から大学連盟推薦枠で日本フットボールリーグ（JFL）に参入。2001年は16チーム中9位であったが、2002年は18チーム中15位に終わり、入替戦で佐川印刷SCに敗れた。2003年は全国地域サッカーリーグ決勝大会に出場するが、決勝ラウンドで4チーム中最下位の成績でJFL昇格を逃した。
また、磐田市に本店を置く磐田信用金庫（表記：いわしん）などとスポンサー契約を結んでいる。JFL在籍時にはヤマハスタジアムをメインの本拠地として使用していた。また、2002 FIFAワールドカップ日本代表が大会期間中、掛川市をキャンプ地にしていたことから、練習試合の相手も務めていた。

### JFL戦績
| 年   | 所属 | 順位 | 勝点 | 勝         | 分 | 負          | 得点 | 失点 | 監督     |
| ---- | ---- | ---- | ---- | ---------- | -- | ----------- | ---- | ---- | -------- |
| 2000 | JFL  | 10位 | 16   | 5（1延長） | 2  | 15（2延長） | 25   | 50   | 三浦哲治 |
| 2001 | JFL  | 9位  | 37   | 11         | 4  | 15          | 41   | 59   | 三浦哲治 |
| 2002 | JFL  | 15位 | 14   | 4          | 2  | 11          | 20   | 32   | 三浦哲治 |

## トップチーム以外の活動
U-22・U-20
- いずれもインディペンデンスリーグ東海地区1部所属。

静岡産業大学FC・静岡産業大学FCセカンド
- 社会人登録チーム。2024年現在、FCセカンドは静岡県社会人サッカーリーグ1部に、FCは同3部に所属[2]。

## OB
| - 1999年度卒 - 数原武志 - 2000年度 - 唐紙学志（卒業） - 2001年度卒 - 勝見壮史 - 野嶋良 - 松下太輔 - 2002年度卒 - 小山大樹 - 2003年度卒 - 吉本淳 | - 2004年度卒 - 櫻田和樹 - 藤原昭 - 松下和磨 - 2005年度卒 - 浅井俊光 - 犬塚友輔 - 2006年度卒 - 相原央 - 柴崎邦博 | - 2007年度卒 - 秋葉信秀 - 2008年度卒 - 井畑翔太郎 - 2009年度卒 - 多々良敦斗 - 村山智彦 | - 2011年度卒 - 和田新吾 - 2019年度卒 - 栗田マークアジェイ - 2021年度卒 - 東山達稀 - 稲葉亜我志 |